# Pselliophora flavibasis
Pselliophora flavibasis là một loài ruồi hạc trắng. Loài này thuộc chi Pselliophora, được Edwards tìm thấy năm 1916.